# Aéroport international de Funafuti
L’aéroport international de Funafuti (code IATA : FUN • code OACI : NGFU), en anglais Funafuti International Airport et en tuvaluan malae vakalele o Funafuti, est un aéroport à Funafuti.
C'est le seul aéroport international des Tuvalu. Il est construit en 1943 par les seabees de l'armée américaine, pour servir de base aérienne aux États-Unis dans la guerre du Pacifique contre le Japon. Pour créer la piste d'atterrissage, d'importantes quantités de corail sont amenées pour combler des marais, mangroves et tarodières sur l'îlot de Fongafale. La localisation de l'aéroport au-dessus d'une lentille d'eau douce entraîne parfois l'inondation de la piste. L'aéroport est utilisé par les compagnies aériennes Fiji Airways et Air Kiribati et dessert les villes de Nadi (Fidji) et Tarawa. La plupart du temps, quand il n'y a pas d'avion, la piste est utilisée par les habitants pour faire du sport et l'équipe des Tuvalu de football s'en sert de terrain d'entraînement.

## Localisation

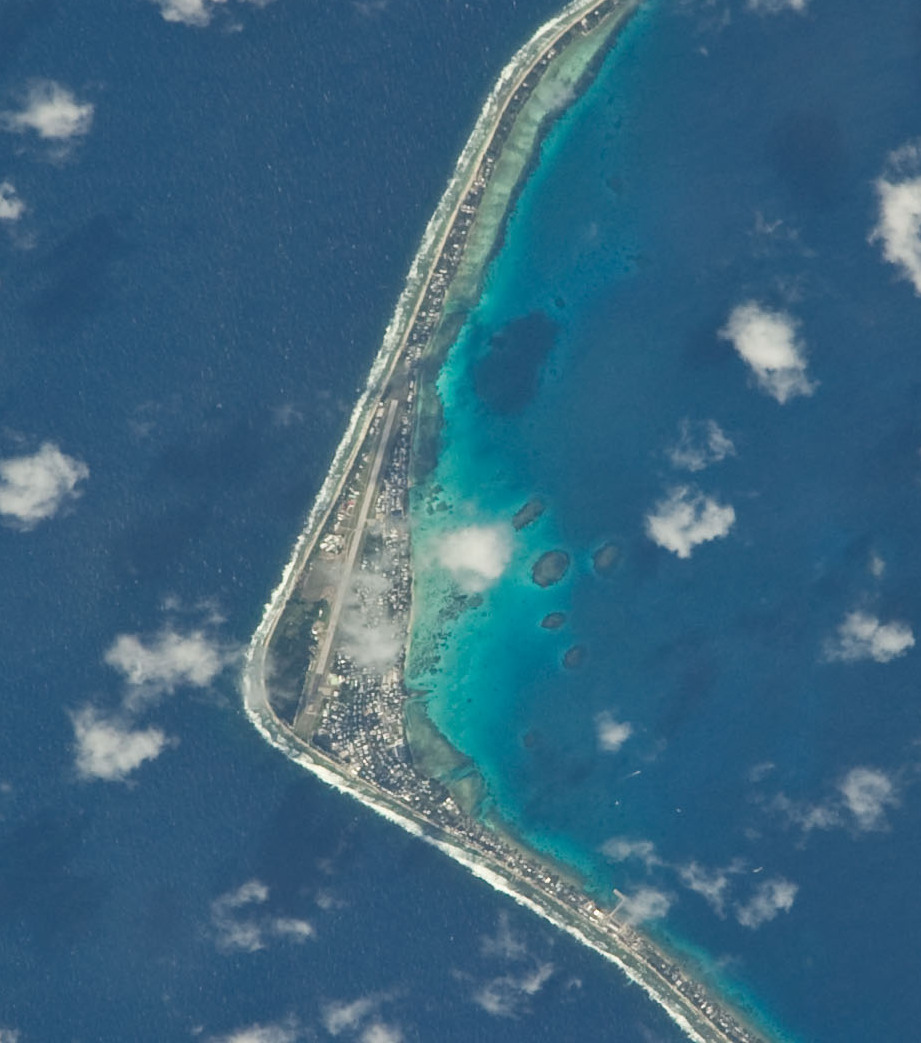
Image satellite montrant l'emplacement de l'aéroport (longue piste au milieu).

L'aéroport international de Funafuti est situé sur l'îlot de Fongafale, dans l'atoll de Funafuti, aux Tuvalu, dans l'océan Pacifique. Il est construit sur un ancien marais, au-dessus d'une lentille d'eau douce située au-dessus des eaux salées de l'océan et qui fluctue avec les marées.
L'aéroport est à une altitude de 3 m au- dessus du niveau moyen de la mer. Il possède une piste d'une longueur de 1 524 mètres (5 000 pieds). L'absence d'éclairage de piste, de radio VHF et d'équipement de navigation aérienne minimale signifie que les opérations sont limitées aux heures de clarté.[réf. nécessaire]

## Histoire

### Construction (Seconde Guerre mondiale)
L'aéroport de Funafuti est construit par des seabees, soldats du génie de l'armée américaine, à la fin de l'année 1942 durant la Seconde Guerre mondiale. L'armée américaine occupe les Tuvalu à partir d'octobre 1942 pour contrer l'avancée japonaise dans le Pacifique. En trente jours, une piste de 1 500 mètres de long et 76 mètres de large est créé, en comblant des zones marécageuses, des mangroves et des tarodières avec du corail récupéré dans le lagon et dans dix trous creusés directement dans le sol de l'atoll, représentant entre 645 000 m3 et 780 000 m3 et une surface de 52 hectares de terres constructibles ou cultivables.

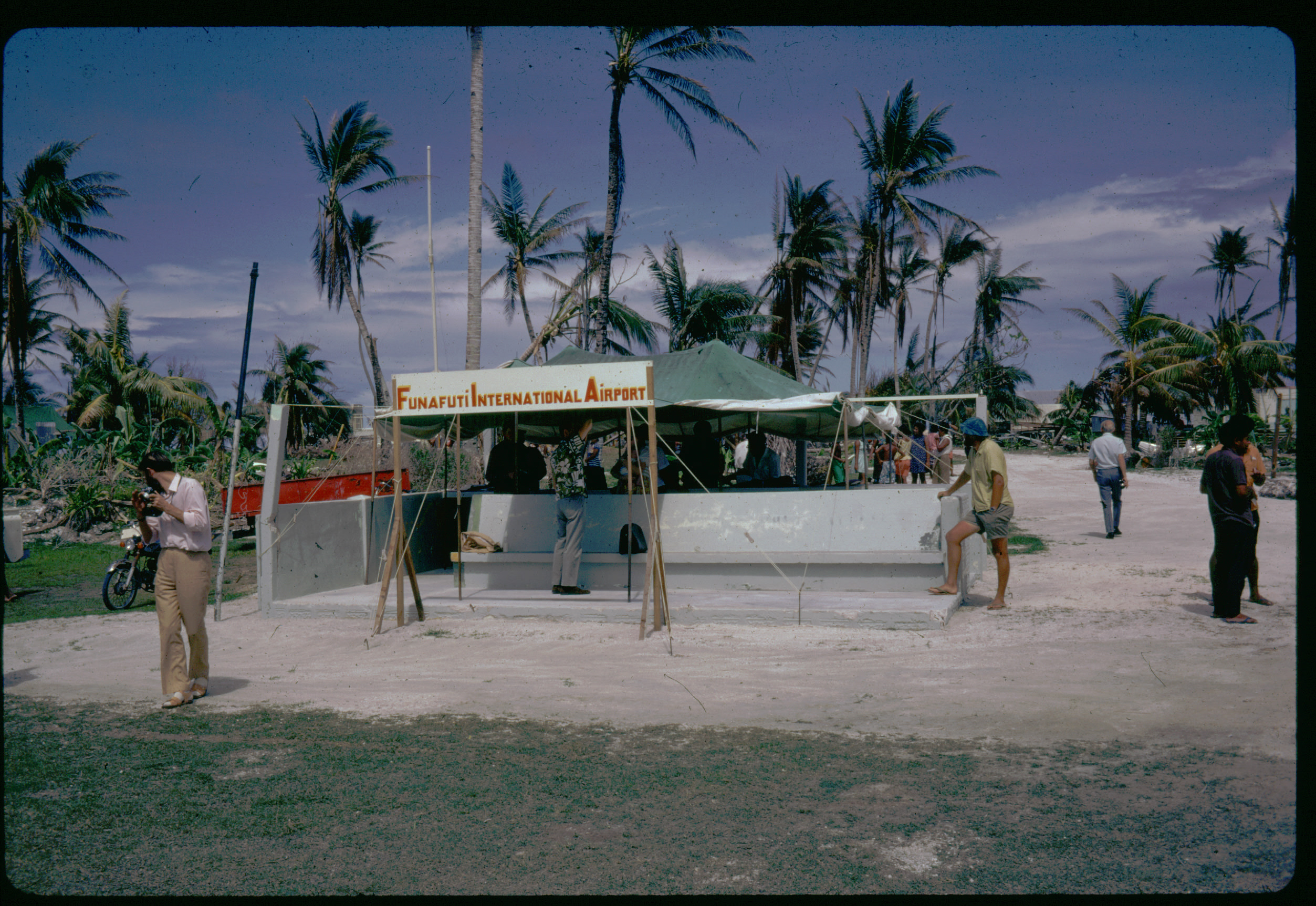
L'aéroport de Funafuti en novembre 1972 après le cyclone Bebe.

L'aéroport comprend également une tour de contrôle, et il est relié à une station de radio située à une vingtaine de kilomètres, sur l'îlot de Tepuka. Son objectif est initialement de servir de lieu de ravitaillement pour les avions en route vers les zones de combat dans le Pacifique. Les mois suivant, l'aéroport acquiert une importance stratégique plus importante.
En janvier et février 1943, l'aéroport sert de base à des bombardiers qui attaquent Nauru et les îles Gilbert. Les Japonais contre-attaquent et bombardent Funafuti le 22 avril 1943. Le 3rd Construction Battalion s'installe à Funafuti en avril 1943. En novembre 1943, deux nouvelles attaques japonaises ont lieu sur Funafuti. Les Américains font des travaux dans l'aéroport et construisent au printemps 1943 une nouvelle piste adaptée à tout type de météo, de 1 828 mètres de long et de 182 mètres de large. Au total, l'île de Fongafale est attaquée à neuf reprises par l'aviation japonaise.

### Travaux
La piste a été refaite en 1992 et avait une capacité d'atterrissage de 50 tonnes; elle a été réduite à 20 tonnes de capacité de débarquement en raison de l'eau souterraine, de la détérioration de la sous-base et du manque d'entretien de la surface. La piste a été à nouveau refaite en 2015 afin que la chaussée soit réévaluée.[réf. nécessaire]
En 2013, la Banque mondiale finance un projet de rénovation de l'aéroport à hauteur de 6 millions de dollars[réf. nécessaire]

## Caractéristiques et problèmes rencontrés
La piste a été à l'origine construite en utilisant des agrégats de corail et possède une sous-couche de gravier de corail de 8 cm d'épaisseur, recouverte d'un joint à copeaux d'asphalte de 1 à 2 cm.
La détérioration de l'embase de la piste est la conséquence de sa faible élévation et de la dynamique hydrologique de la sous-surface de l'atoll. Environ la moitié de l'îlot Fongafale est un marécage récupéré qui contient des blocs de corail poreux et hautement perméables qui permettent le forçage des marées d'eau salée à travers la sous-base de la piste. Il en résulte une accumulation d'eau salée sur la piste lors des marées de printemps.

## Compagnies aériennes et destinations

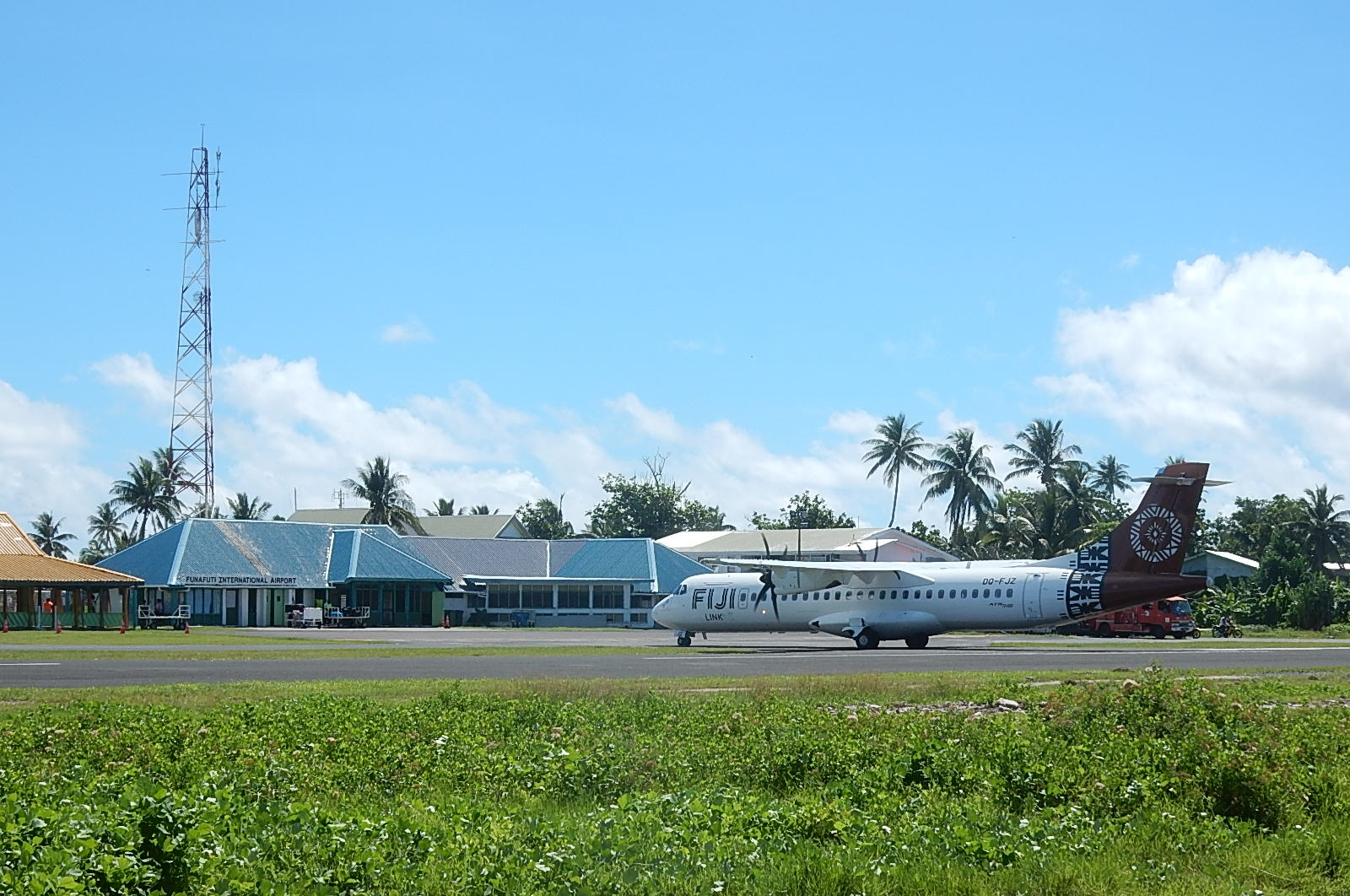
Un avion de Fiji Airways à l'aéroport de Funafuti.

Fiji Airways (avec sa filiale Fiji Link) le dessert, sur un ATR 72, 3 vols par semaine avec Nadi, tandis que Air Kiribati dessert une fois par semaine l'aéroport international de Bonriki (Tarawa-Sud) avec un Dash 8, séries 100 depuis 2018.
| Compagnies                       | Destinations     |
| -------------------------------- | ---------------- |
| Fiji Airways opéré par Fiji Link | Nadi             |
| Air Kiribati                     | Tarawa (Bonriki) |

En octobre 2021, en raison de la pandémie de covid-19, un seul vol par semaine a lieu, tous les mardis.

## Autour de l'aéroport

### Activités sportives et sociales

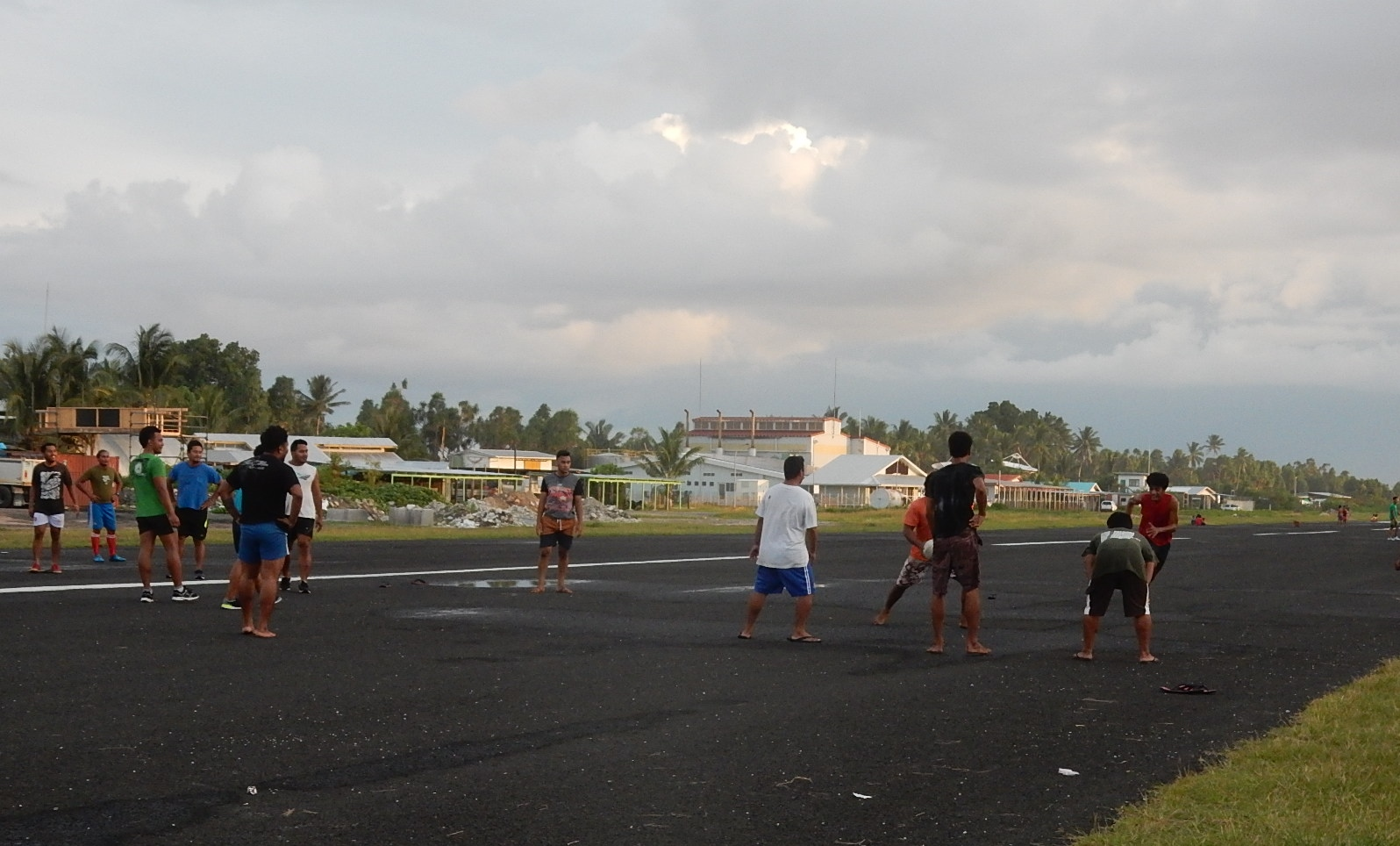
Des jeunes Tuvaluans jouent au rugby sur la piste de l'aéroport en 2016.

L'aéroport n'est pas clôturé et est accessible aux habitants, qui s'y retrouvent régulièrement. En raison de l'espace limité sur l'île, la piste de l'aéroport est utilisée comme un espace commun pour les activités sportives et sociales lorsqu'elle n'est pas utilisée. Tous les soirs, des Tuvaluans y jouent au volley-ball, football et basket-ball. La piste sert également de lieu d'entraînement pour l'équipe des Tuvalu de football.
Certains habitants utilisent la piste pour dormir à la belle étoile.
Des sirènes retentissent lorsqu'un avion s'apprête à atterrir, avertissant les habitants pour qu'ils quittent la piste.

### Bâtiments proches

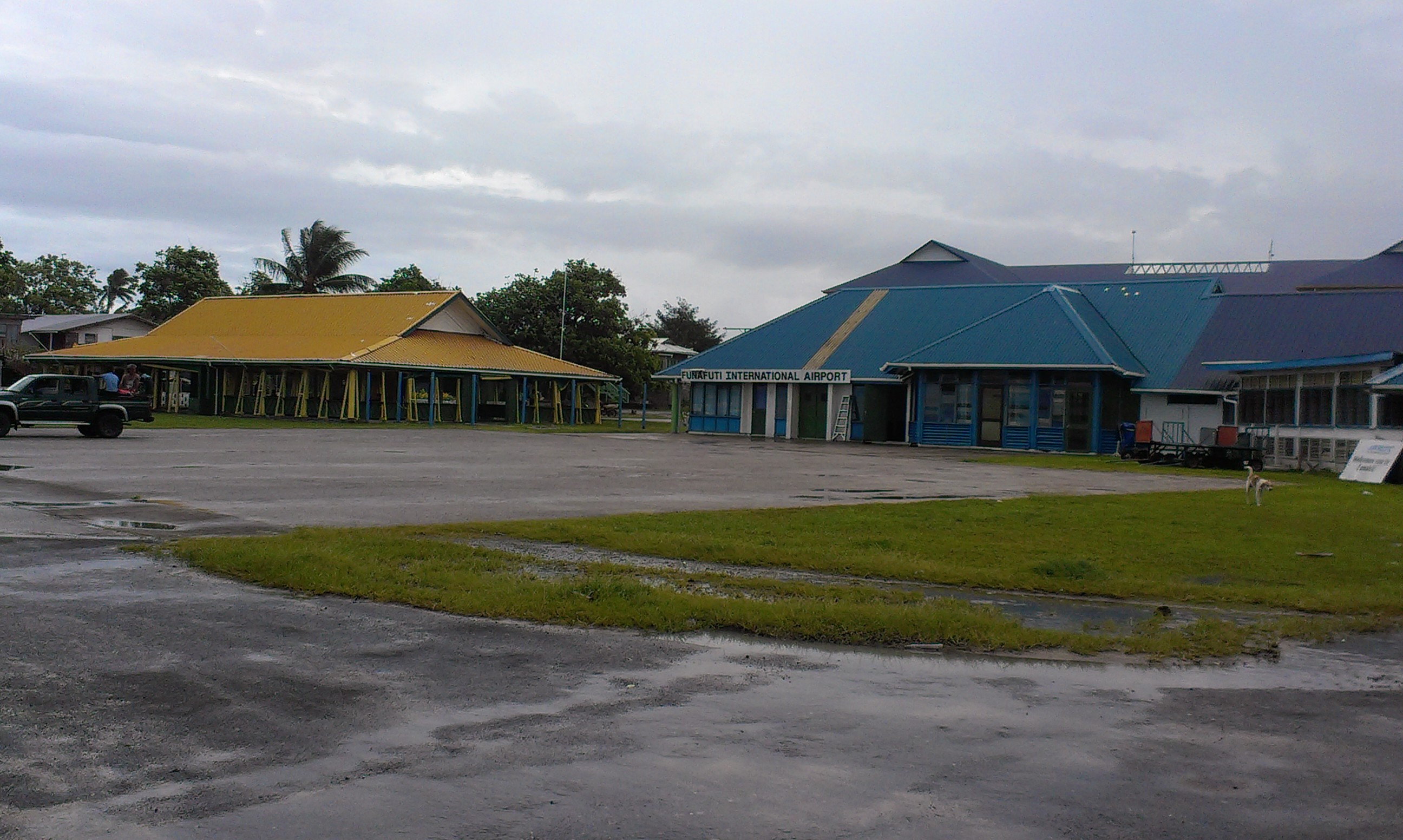
Une maneapa (à gauche) et les bâtiments de l'aéroport.

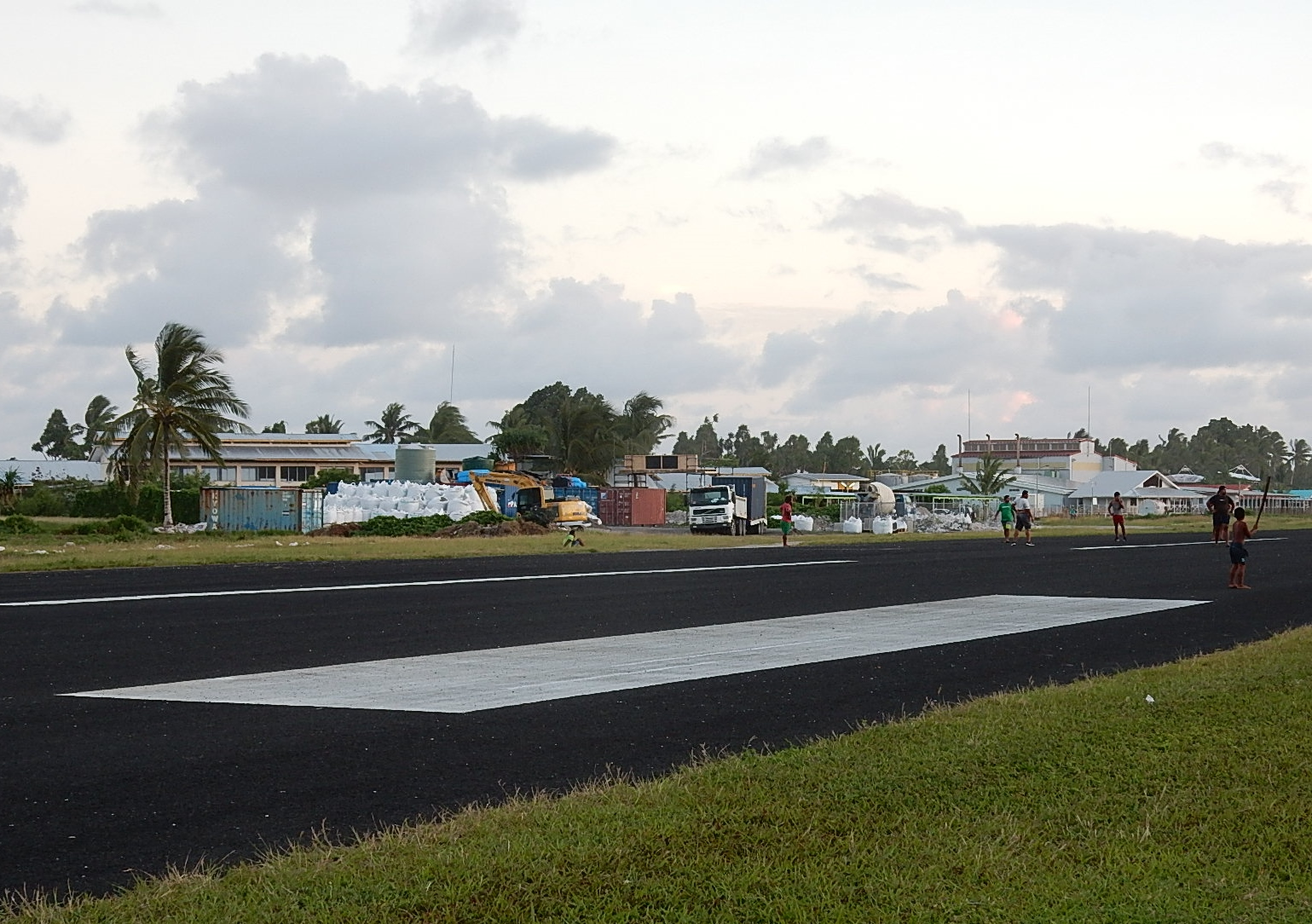
Piste de l'aéroport en 2016.

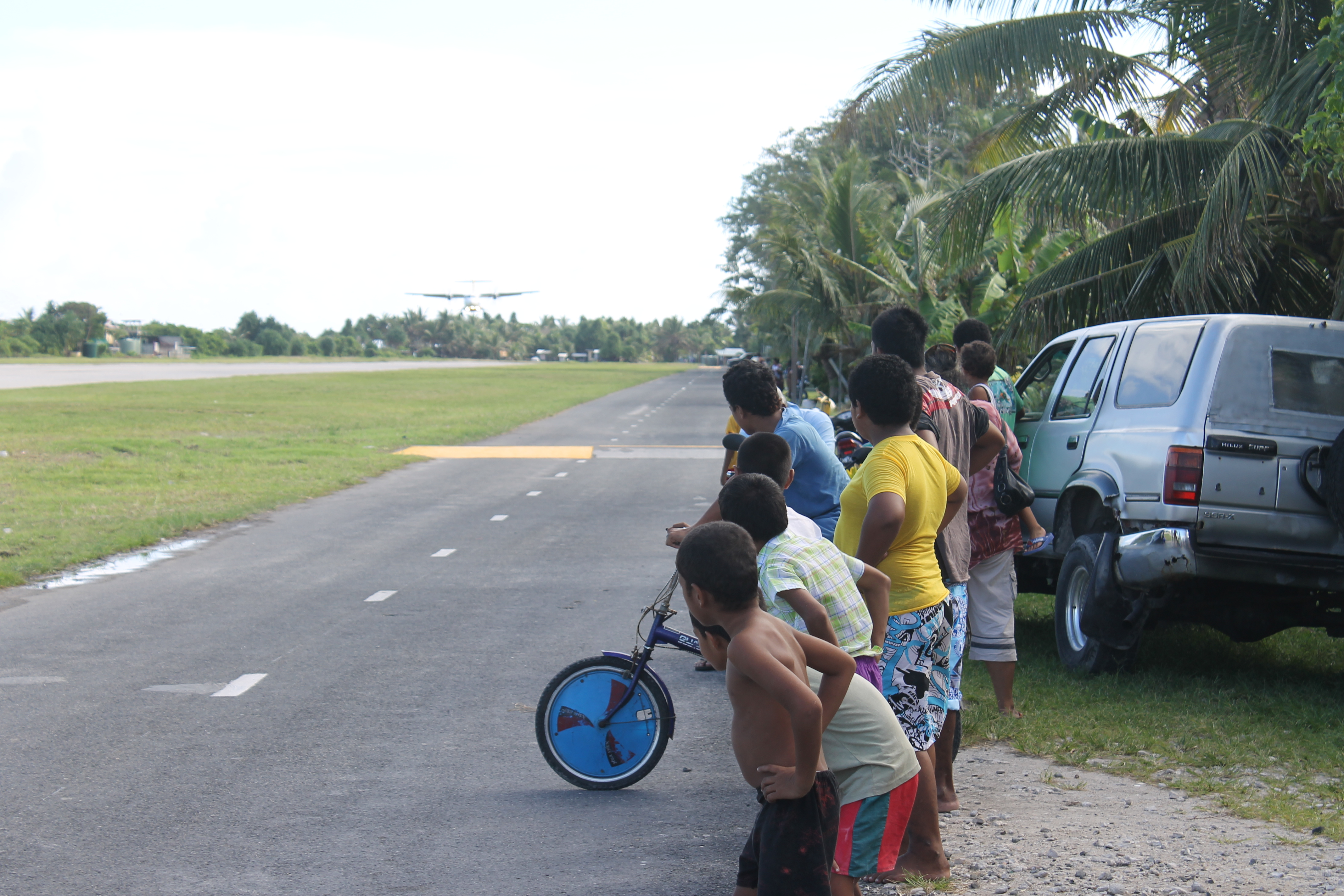
Des enfants regardent un avion atterrir sur la piste, en 2012.

L'aéroport est proche de l'unique hôtel de Funafuti, le Vaiaku Langi Hotel.

## Déploiements
L'Australie et la Nouvelle-Zélande y déploient des Lockheed P-3 Orion pour assurer des missions de patrouille.[réf. nécessaire]